# Jusqu'à la nuit
Pour plus de détails, voir Fiche technique et Distribution.
Jusqu'à la nuit est un film franco-portugais réalisé par Didier Martiny en 1983 et sorti en 1985.

## Fiche technique
- Titre : Jusqu'à la nuit
- Réalisation : Didier Martiny
- Scénario : Yasmina Reza
- Photographie : Acácio de Almeida
- Montage : Claudine Merlin et Sylvie Quester
- Musique : Gérard Torikian
- Production : 5 Continents - Les Films du Passage - Metro Filmes
- Pays d’origine :  France -  Portugal
- Durée : 1 h 25 min
- Date de sortie : France - 6 novembre 1985

## Distribution
- Pierre Arditi
- Patrice Kerbrat
- Yasmina Reza